# 圣雅各主教座堂 (耶路撒冷)
圣雅各主教座堂是一座12世纪建成的亚美尼亚使徒教会主教座堂，位于耶路撒冷旧城的亚美尼亚区。这座教堂敬奉基督教圣人西庇太的儿子雅各和亚勒腓的儿子雅各。

## 图集

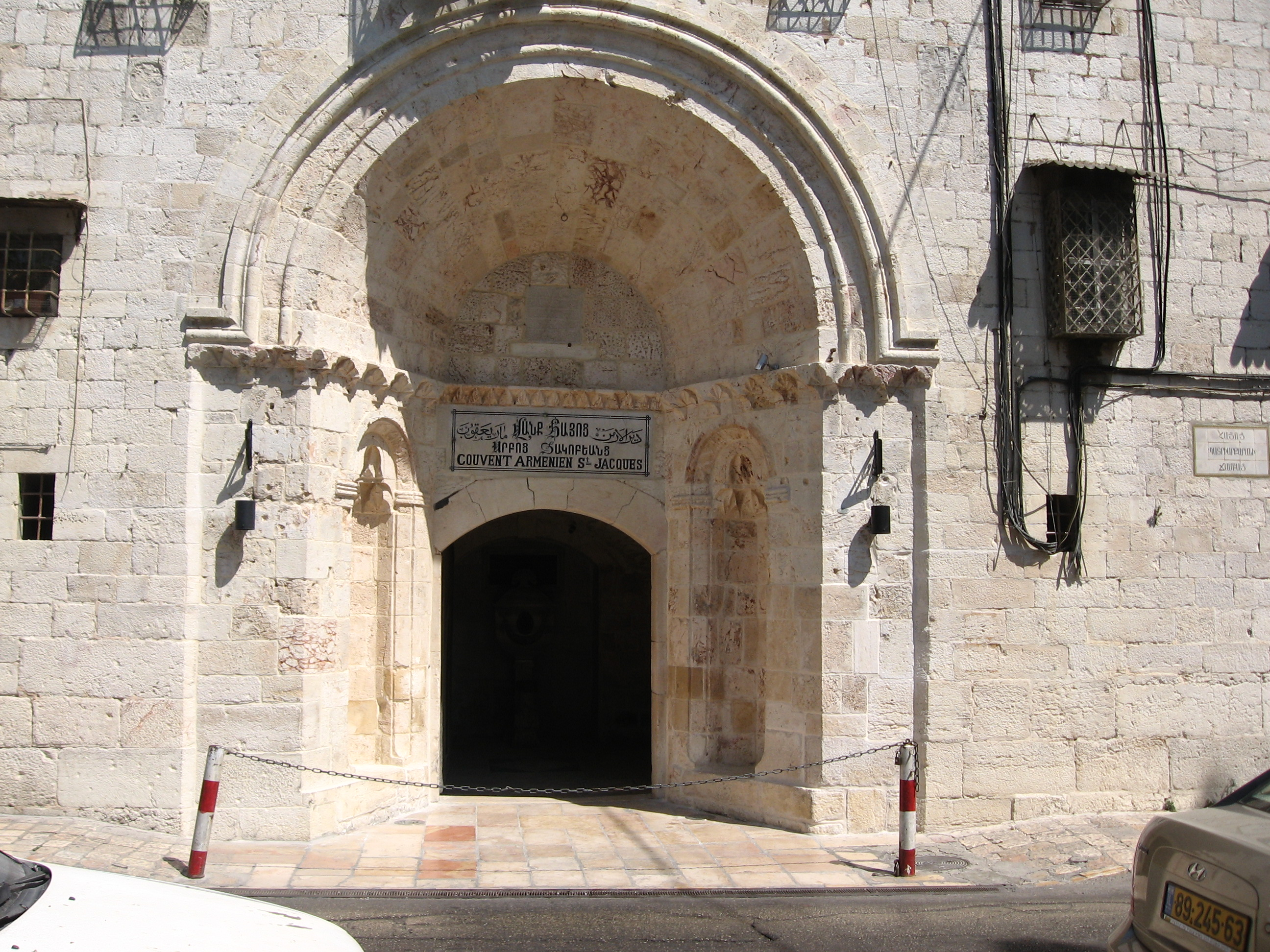
入口
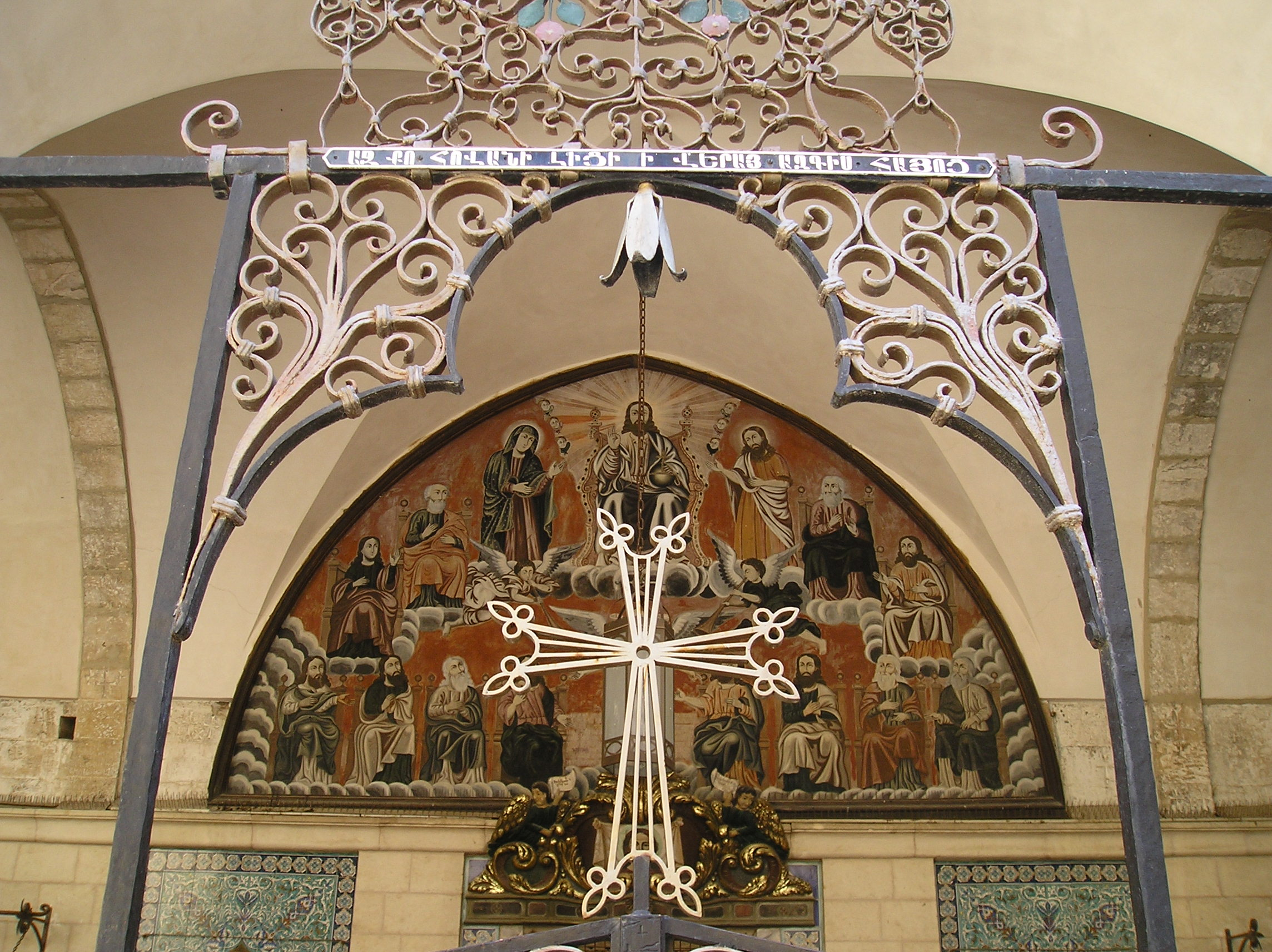
入口处特写
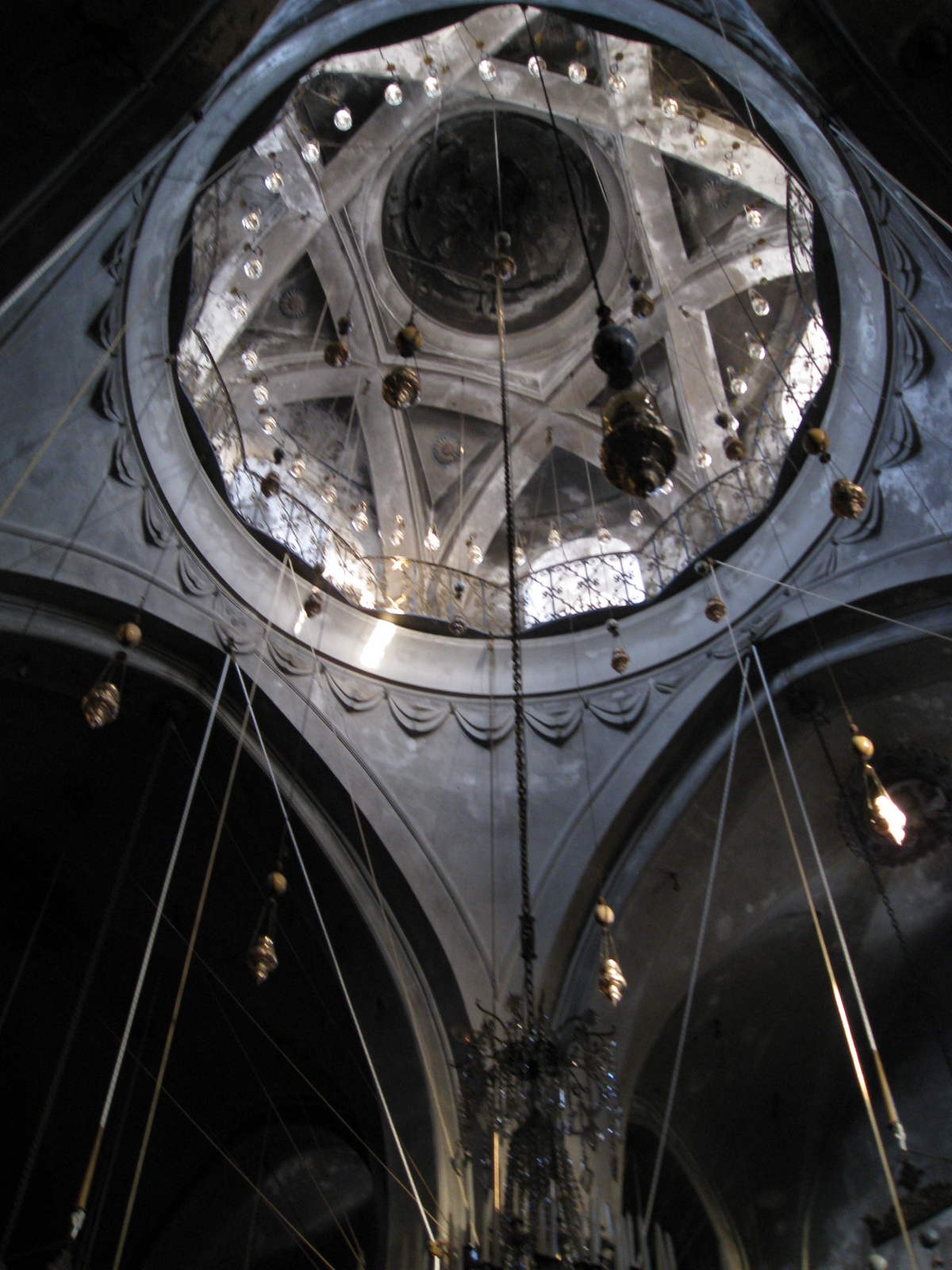
从内部看穹顶
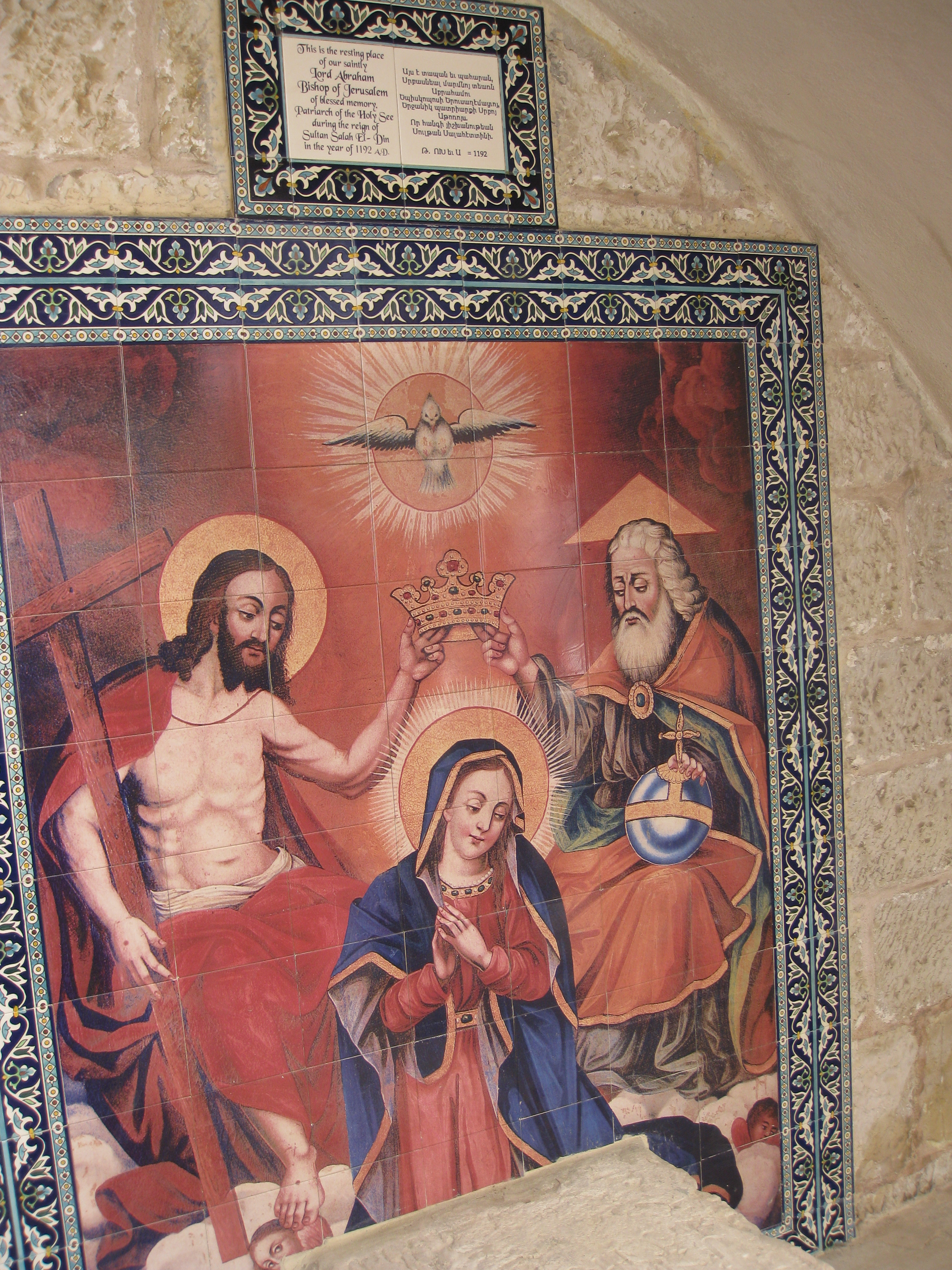
亚伯拉罕宗主教墓墓志和壁画，1192年

石刻
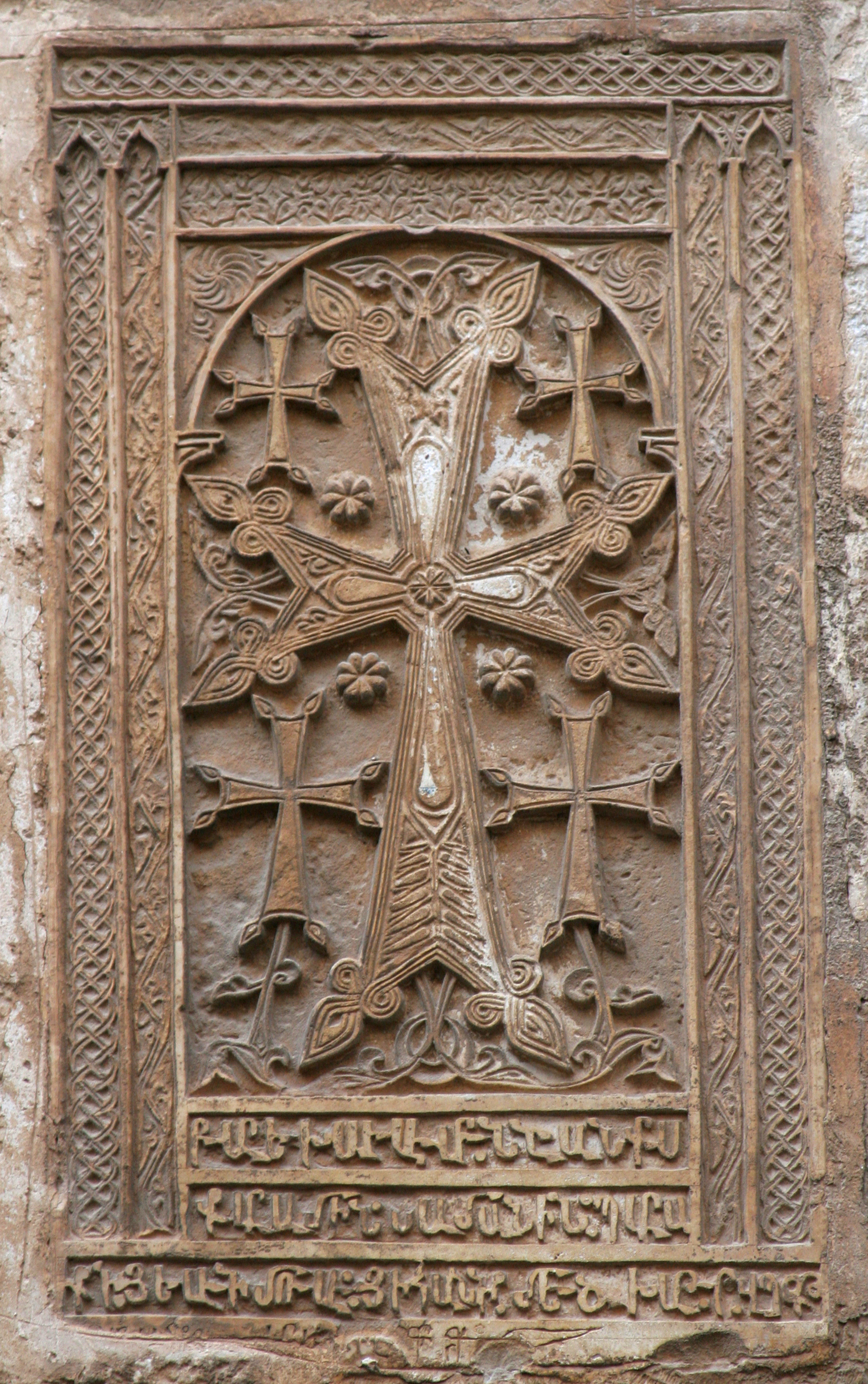
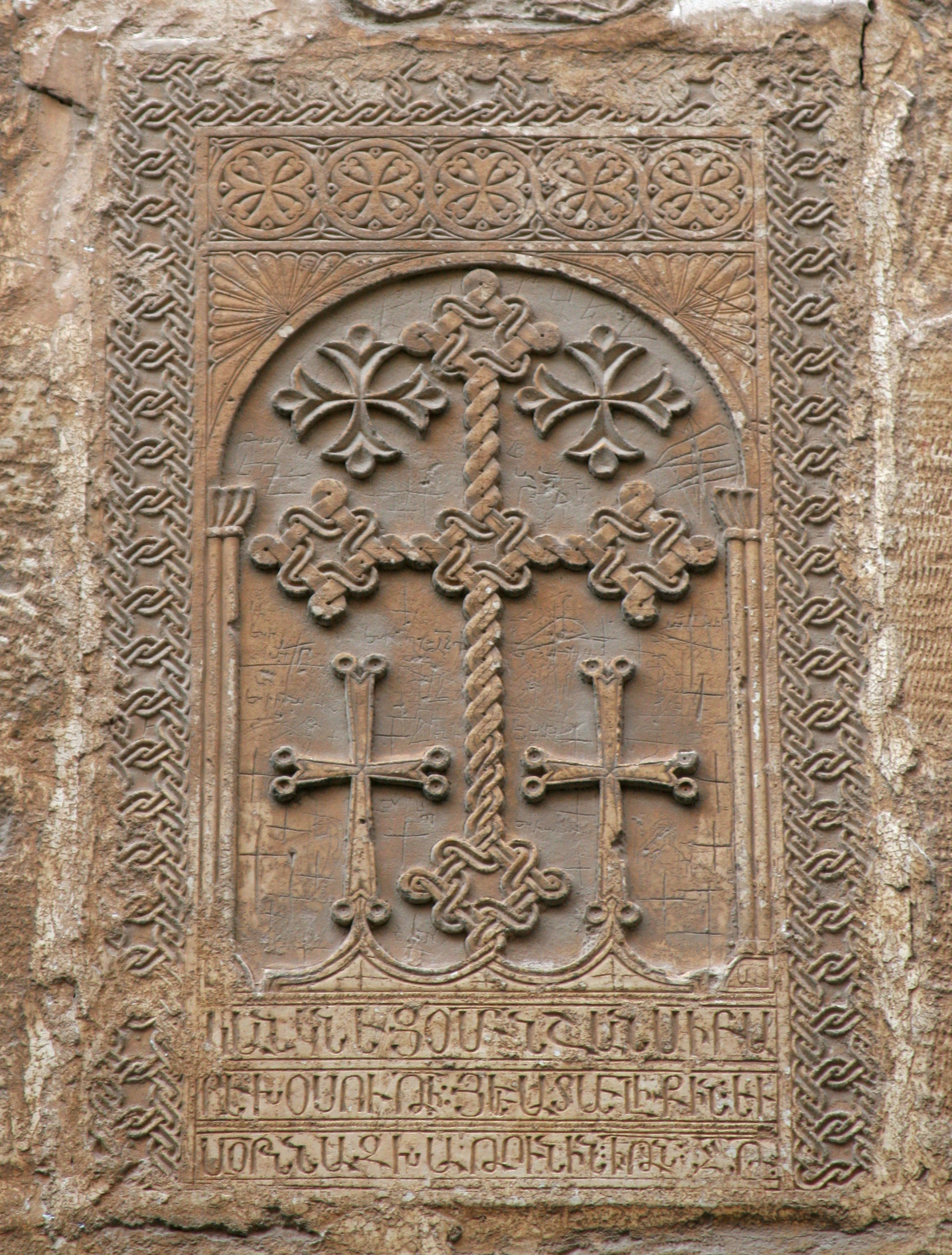
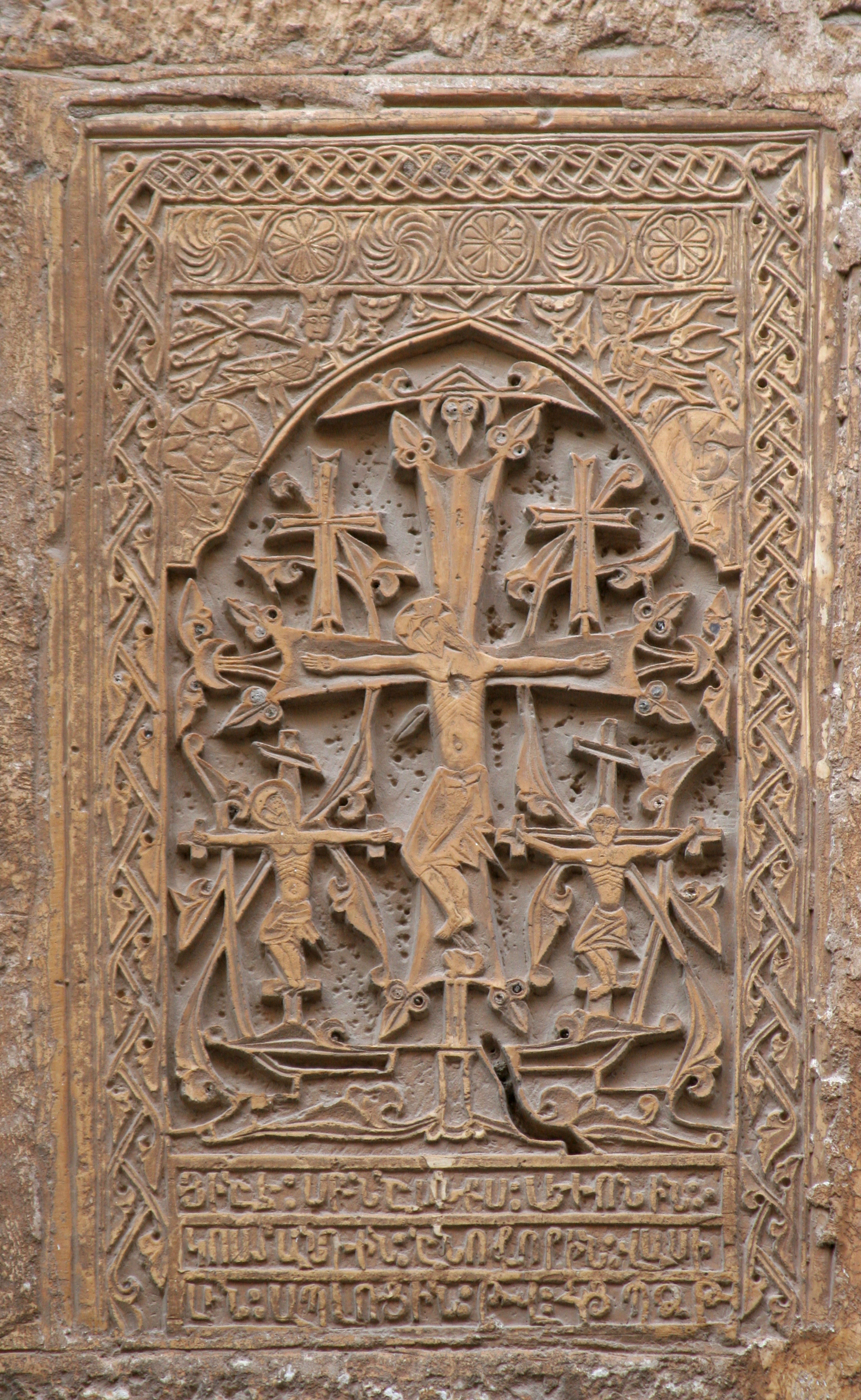

### 引用
1. ↑  . The Jerusalem Post. 2009-06-04  [2009-07-05].[永久]